# 穷追不舍
《窮追不捨》，是一部以珠江三角洲为背景的青春偶像谍战剧，2012年10月杀青。杨烁、张檬、徐正曦、陈龙等主演，讲述三个同门师兄弟再次相见，卻因为立场不同而展开殊死搏斗的情感裂变过程。2013年8月26日宁夏公共频道首播。

## 播出時間
| 頻道             | 國家/地區 | 播放日期       | 備註               |
| ---------------- | --------- | -------------- | ------------------ |
| 宁夏公共频道     | 中国      | 2013年8月26日  | 改名為《步步追击》 |
| 四川影视文艺频道 | 中国      | 2013年9月14日  | 《穷追不舍》       |
| 上海新闻综合频道 | 中国      | 2013年10月13日 | 《穷追不舍》       |

註：
1. ↑  以播映時間先後排列

## 劇情概要
钟铁汉(杨烁 饰)、吴仁甫(徐正曦 饰)、津口征三(陈龙 饰)少年时三人曾一起在中国接受怀特的教导学习军事，並走上不同的道路。一九四五年，钟铁汉以广东共产党抗日游击队情报工作队长的身份和徐晓月(张檬 饰)一同接受命令，负责营救在香港被日军俘虏的英国特工怀特。此时国民党军统特工组吴仁甫等人和日军特务首脑津口征三为了怀特手中英军军火库的重要情报也在追查他的下落。钟铁汉等人秘密潜入香港，和津口征三等展开了碟战斗争。最终钟铁汉获取了情报，並收获了徐晓月的爱情。日本投降后，钟铁汉成功捉拿畏罪潜逃的津口征。

## 演員
| 演員   | 角色     | 關係/暱稱 |
| 杨烁   | 钟铁汉   | 中共粤港路潘情报组 沉稳睿智，有矫健敏捷的身手，最终順利地完成了任务。                                                               |
| 张檬   | 徐晓月   | 中共粤港路潘情报组 狙击手，钟铁汉的助手，后两人相爱。                                                                               |
| 张檬   | 蓝星     | 国民党員，在第1集中因执行任务被杀                                                                                                   |
| 陈龙   | 津口征三 | 日军陆军部情报机关，代号“樱花” 钟铁汉军校时期的同学。学生时代喜爱音乐，梦想做音乐家，战争爆发后被家族送上战场，阴郁机敏，手段狠辣。 |
| 徐正曦 | 吴仁甫   | 国民党军统广州站情报组组长 钟铁汉军校时期的同学。在与钟铁汉合作期间却处处与钟为敌暗下杀手，最终死于津口征三手下。                   |
| 李立群 | 熊谷川   | 日本驻香港大和通讯社社长 |
| 张熙媛 | 吴曼丽   | 吴仁甫妹妹 |